# Normal (geometria)

Un polígon i els seus dos vectors normals

En geometria, una normal és un objecte (per exemple, una línia, un raig o un vector) que és perpendicular a un objecte donat. Per exemple, la línia normal a una corba plana en un punt donat és la recta perpendicular a la recta tangent a la corba en el punt.

Una normal a una superfície en un punt és la mateixa que una normal al pla tangent a la superfície en el mateix punt.

Un vector normal de longitud 1 s'anomena vector normal unitari. Un vector de curvatura és un vector normal la longitud del qual és la curvatura de l'objecte. La multiplicació d'un vector normal per −1 dona com a resultat el vector oposat, que es pot utilitzar per indicar els costats (per exemple, interior o exterior).
En l'espai tridimensional, una superfície normal, o simplement normal, a una superfície en el punt P és un vector perpendicular al pla tangent de la superfície en P. La paraula normal també s'utilitza com a adjectiu: una recta normal a un pla, la component normal d'una força, el vector normal, etc. El concepte de normalitat es generalitza a l'ortogonalitat (angles rectes).
El concepte s'ha generalitzat a varietats diferenciables de dimensió arbitrària incrustades en un espai euclidià. L' espai vectorial normal o espai normal d'una varietat en un punt {\displaystyle P} és el conjunt de vectors que són ortogonals a l'espai tangent a {\displaystyle P.} Els vectors normals són d'especial interès en el cas de corbes llises i superfícies llises.
La normal s'utilitza sovint en gràfics per ordinador en 3D (fixeu-vos en el singular, ja que només es definirà una normal) per determinar l'orientació d'una superfície cap a una font de llum per a l'ombra plana, o l'orientació de cadascuna de les cantonades de la superfície (vèrtexs) per imitar una superfície corba amb ombrejat Phong.
El peu d'una normal en un punt d'interès Q (anàleg al peu d'una perpendicular) es pot definir en el punt P de la superfície on el vector normal conté Q. La distància normal d'un punt Q a una corba o a una superfície és la distància euclidiana entre Q i el seu peu P.

## Normal a les superfícies de l'espai 3D

Una superfície corba que mostra els vectors normals unitaris (fletxes blaves) a la superfície

### Càlcul d'una normal de superfície
Per a un polígon convex (com un triangle), una normal de superfície es pot calcular com el producte creuat vectorial de dues arestes (no paral·leles) del polígon.
Per a un pla donat per l'equació {\displaystyle ax+by+cz+d=0,} el vector {\displaystyle \mathbf {n} =(a,b,c)} n'és un de normal.
Per a un pla l'equació del qual es dona en forma paramètrica
{\displaystyle \mathbf {r} (s,t)=\mathbf {r} _{0}+s\mathbf {p} +t\mathbf {q} ,} on {\displaystyle \mathbf {r} _{0}} és un punt del pla i {\displaystyle \mathbf {p} ,\mathbf {q} } són vectors no paral·lels que apunten al llarg del pla, una normal al pla és un vector normal a tots dos {\displaystyle \mathbf {p} } i {\displaystyle \mathbf {q} ,} que es pot trobar com a producte creuat {\displaystyle \mathbf {n} =\mathbf {p} \times \mathbf {q} .}